# Кейтс, Стивен
Стивен Кейтс (англ. Stephen Kates; 7 мая 1943, Нью-Йорк — 18 января 2003, Балтимор) — американский виолончелист и музыкальный педагог.
Сын альтиста Дэвида Кейтса, на протяжении 43 лет игравшего в Нью-Йоркском филармоническом оркестре; дед Кейтса также был виолончелистом, учеником Давида Поппера.
В течение 10 лет Кейтс учился у Мари Рёме-Розанофф, признаваясь в дальнейшем, что она «стала для меня образцом, к которому я до сих пор стремлюсь приблизиться»; от Рёме-Розанофф Кейтс унаследовал преклонение перед её учителем Пабло Казальсом. Далее в Джульярдской школе педагогом Кейтса был Леонард Роуз, затем он совершенствовал своё мастерство в Университете Южной Каролины у Григория Пятигорского, одновременно участвуя в ансамблевых выступлениях в скрипичном классе Яши Хейфеца. Кроме того, Кейтс отмечал, что на него оказал большое влияние Мстислав Ростропович.
В 1966 г. Кейтс принял участие в Третьем Международном конкурсе имени Чайковского в Москве, завоевав вторую премию. По возвращении в США он выступил с концертом в Белом доме и стал первым американцем, исполнившим в США Первый виолончельный концерт Шостаковича. В 1986 г. Кейтс участвовал в Конкурсе имени Чайковского в качестве члена жюри.
С 1974 г. Кейтс преподавал в Консерватории Пибоди. В 1983—1986 гг. он возглавлял Нью-Йоркское общество виолончелистов. Дружеские отношения связывали его со многими музыкантами — в частности, с Ицхаком Перлманом, у которого он был свидетелем на свадьбе.
Кейтс умер от лимфомы. Свой последний концерт он дал за месяц до смерти, 18 декабря 2002 г., для врачей и пациентов онкологического центра Университета Джонса Хопкинса.